# Josha Stradowski
Josha Stradowski, född 1995 i Rotterdam, är en nederländsk skådespelare.
Stradowski har bland annat medverkat i TV-serierna Sagan om Drakens återkomst och Hoogvliegers. Han har även medverkat i filmen Gran Turismo.

## Filmografi (i urval)
- 2020 – Hoogvliegers (TV-serie)
- 2021–2023 – Sagan om Drakens återkomst (TV-serie)
- 2023 – Gran Turismo